# Gekerbte Spitzblume
Die Gekerbte Spitzblume (Ardisia crenata), auch Korallenbeere oder Gewürzbeere genannt, ist eine Pflanzenart aus der Gattung Ardisia in der Unterfamilie der Myrsinengewächse (Myrsinoideae). Sie ist im südwestlichen Indien, Malaysia, auf den Philippinen, Japan, Taiwan, Vietnam und China beheimatet und in vielen Teilen der Tropen und Subtropen verwildert. Ardisia crenata wird als Zierpflanze verwendet.

## Beschreibung

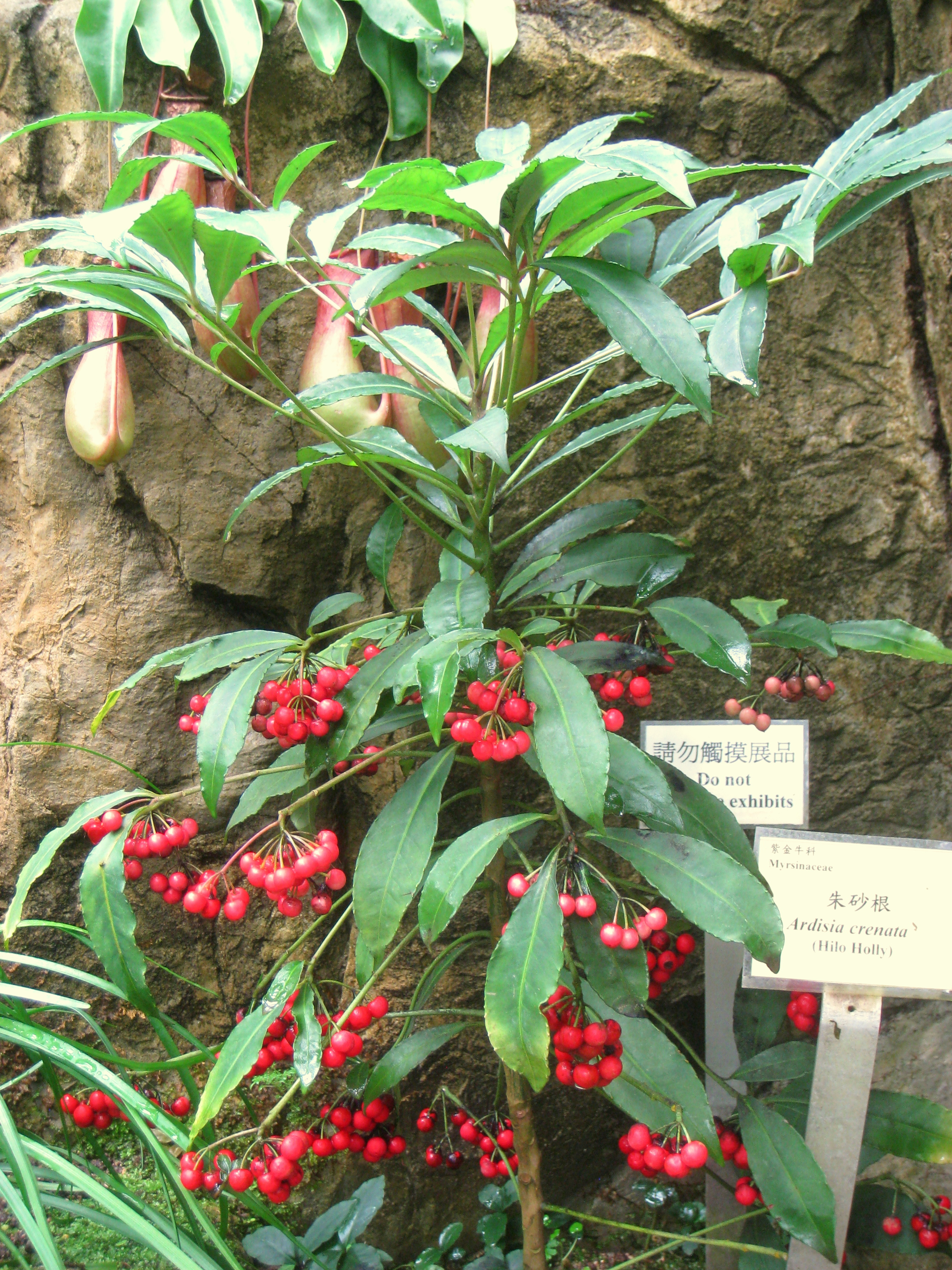
Habitus, Laubblätter und Fruchtstände

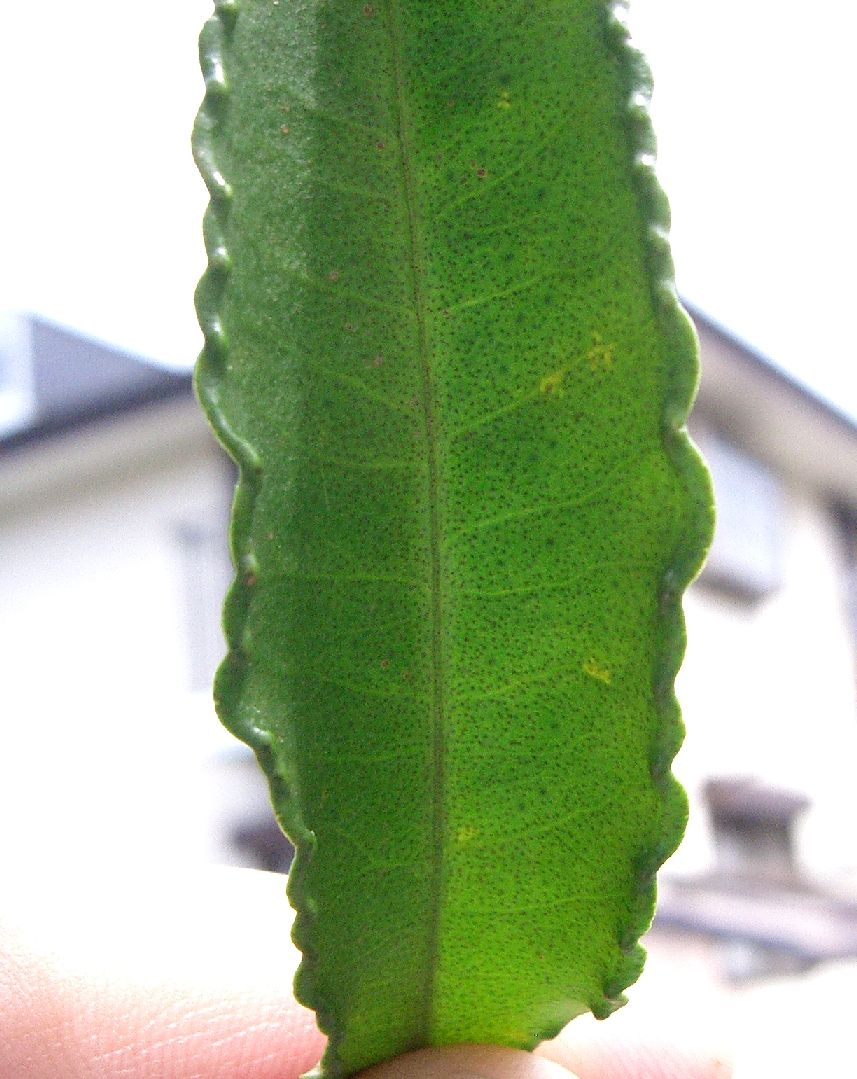
Die punktierte Blattspreite mit gewelltem und zurückgebogenem Blattrand mit den typischen Knoten

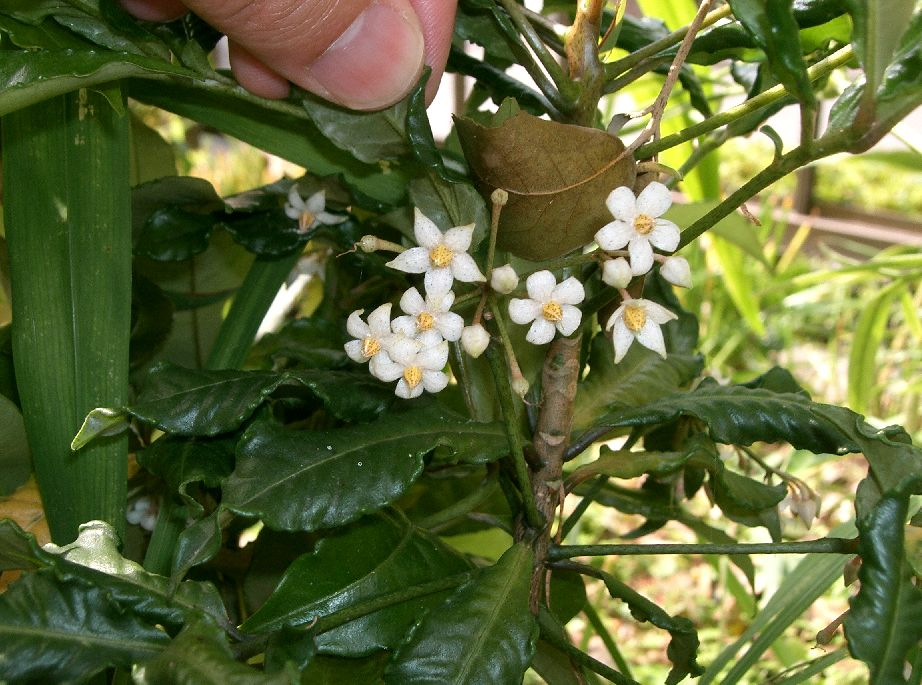
Blütenstand mit fünfzähligen Blüten

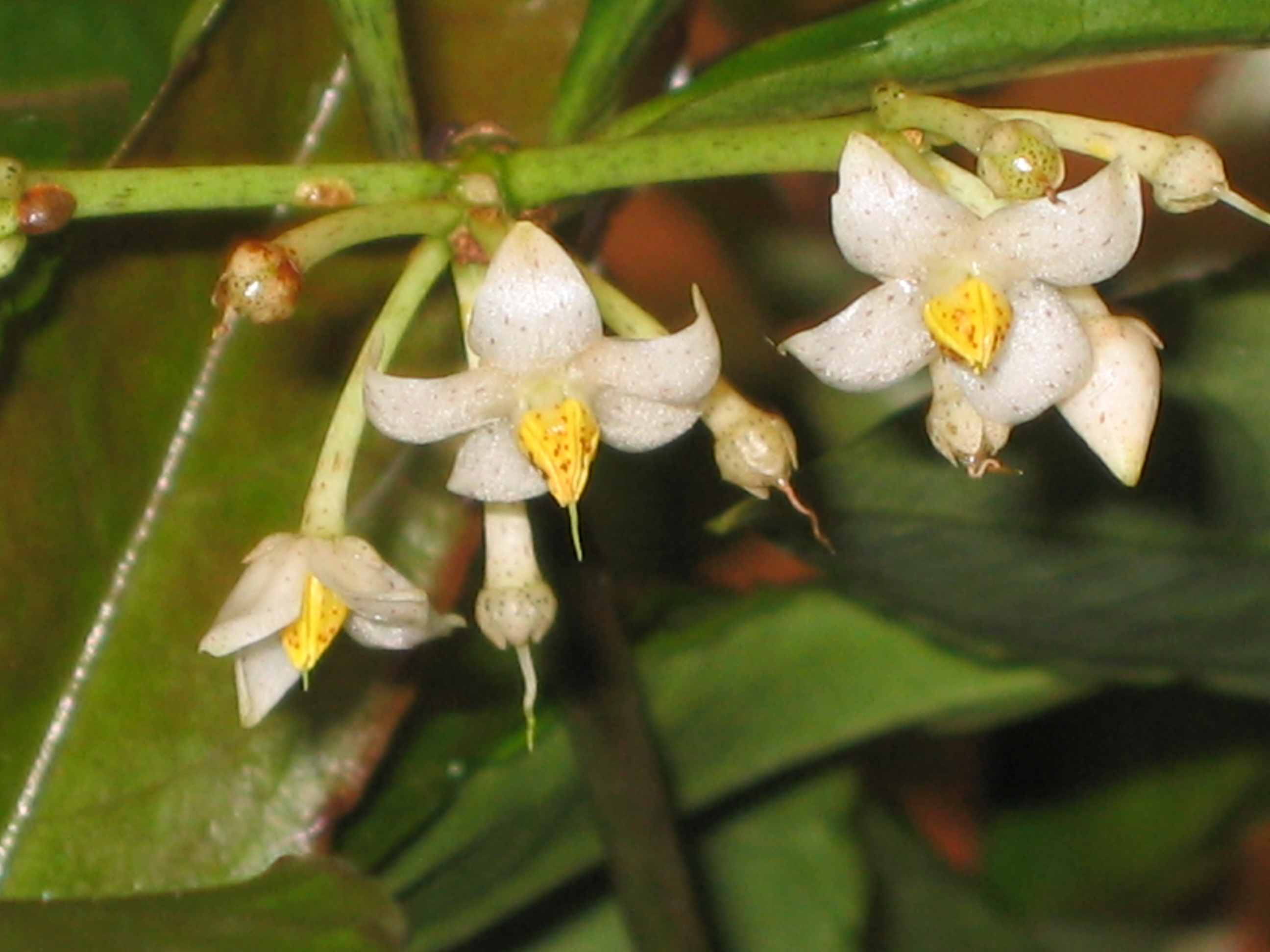
Blüten

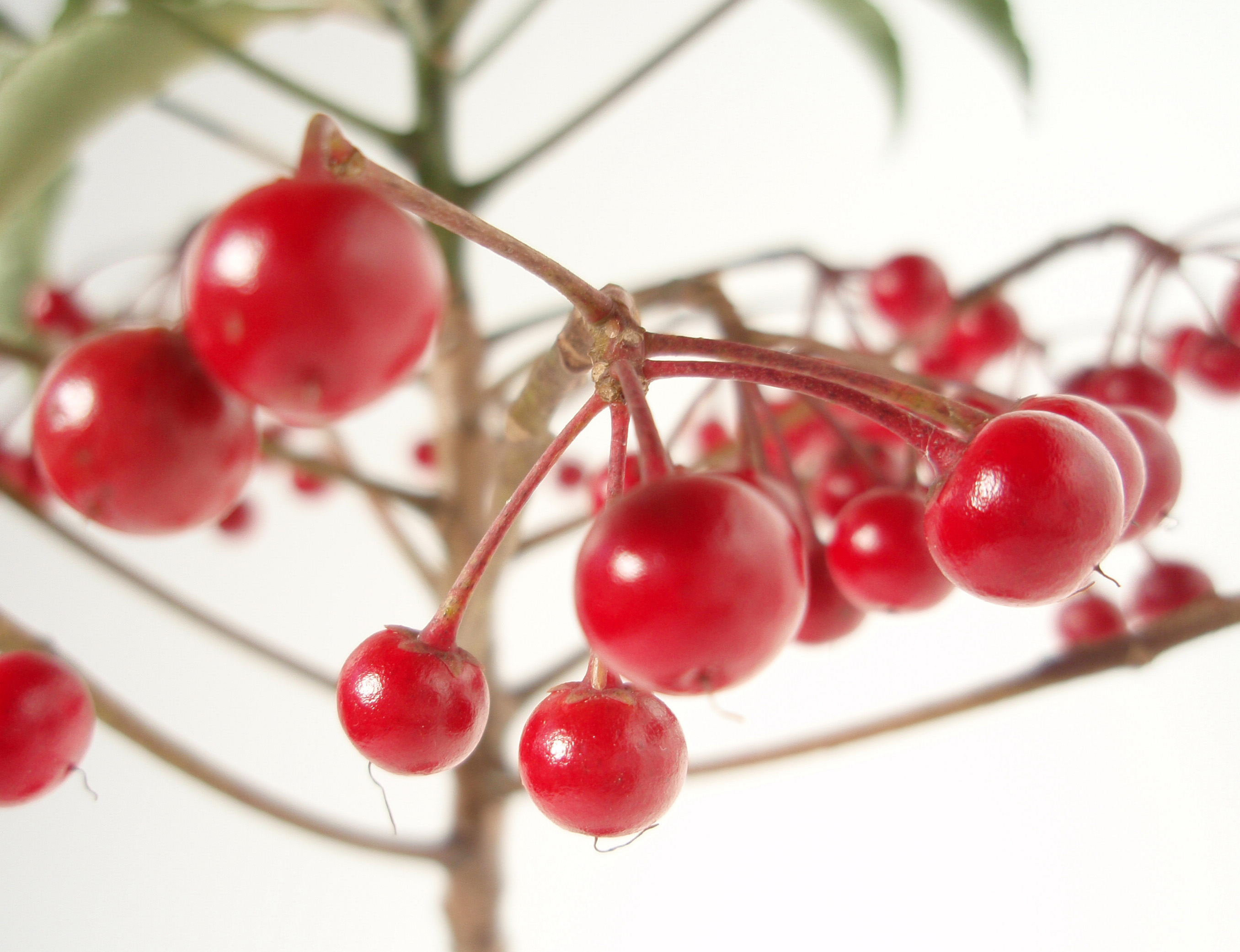
Früchte

### Vegetative Merkmale
Ardisia crenata wächst als Strauch und erreicht Wuchshöhen von meist 1 bis 1,5 (bis zu 3) Meter. Die Rinde der Zweige, die Blattunterseite und die Blütenstandsrhachis sind anfangs mit winzigen rötlichen Drüsen bedeckt, sie werden aber bald kahl. Die stielrunden Zweige besitzen einen Querschnitt von 3 bis 4 mm und eine bräunliche Rinde.
Die wechselständig an den Zweigen angeordneten Laubblätter sind in Blattstiel und Blattspreite gegliedert. Der kahle Blattstiel weist eine Länge von 6 bis 10 mm auf. Die einfache, ledrige bis papierartige Blattspreite ist bei einer Länge von 7 bis 15 cm und einer Breite von 2 bis 4 cm schmal lanzettlich, elliptisch bis verkehrt-lanzettlich mit keilförmiger Spreitenbasis und spitzem bis zugespitztem oberem Ende. Die Blattflächen sind deutlich rötlich drüsig punktiert. Auf jeder Seite der Mittelrippe befinden sich 12 bis 18 Seitennerven und der Randnerv ist oft durch den zurückgebogenen Blattrand verdeckt. Der Blattrand ist gekerbt oder gewellt und besitzt große, ellipsoide, vaskularisierte Knoten, in denen sich das  symbiontische Bakterium „Candidatus Burkholderia crenata“  befindet. Es sind keine Nebenblätter vorhanden.

### Generative Merkmale
Die Blütezeit reicht meist von Mai bis Juni. Auf speziellen, meist 4 bis 16 (bis 40) cm langen, zwei- bis dreiblättrigen Seitenästen stehen endständig die doldigen oder zymösen Blütenstände, die jeweils fünf bis 18 oder mehr Blüten enthalten. Die manchmal aufrechten Blütenstiele weisen eine Länge von 7 bis 10 cm auf.
Die zwittrigen Blüten sind meist fünfzählig, selten vier- oder sechszählig mit doppelter Blütenhülle. Die meist fünf, selten vier oder sechs dachigen, grün-weißen, kahlen, punktierten Kelchblätter sind bei einer Länge von meist 1 bis 1,5 (bis zu 2,5) mm  länglich-eiförmig mit einem abgerundeten bis stumpfen Ende sowie einem glatten Rand und untereinander nur sehr kurz verwachsen. Die meist fünf, selten vier oder sechs weißen oder selten rosafarbenen, bei einer Länge von 4 bis 6 mm eiförmigen, punktierten, dachigen Kronblätter sind nur an der Basis verwachsen, mit ausgebreiteten bis zurückgebogenen, spitzen Zipfeln. Es ist nur ein Kreis mit meist fünf Staubblättern vorhanden; diese überragen die Kronblätter nicht. Die sehr kurzen Staubfäden sind an ihrer breiten Basis verwachsen und setzen etwa an der Basis der Kronblätter an. Die zusammenstehenden, punktierten Staubbeutel sind dreieckig, spitz und springen mit Längsschlitzen auf. Der oberständige, nahezu kugelförmige, kahle, punktierte und einkammerige Fruchtknoten enthält in einer Reihe stehend etwa fünf Samenanlagen. Der lange, schlanke Griffel endet in einer punktförmigen Narbe. Der Stempel ist fast gleich lang wie die Kronblätter.
Die bei einem Durchmesser von 6 bis 8 mm kugelförmigen, einsamigen Steinfrüchte sind fleischig am beständigen Kelch und tragen an der Spitze den beständigen Griffel. Die Schale der Steinfrucht ist punktiert. Die zunächst hellgrünen, bei Reife im Oktober bis Dezember sich dunkelrot färbenden Früchte bleiben nach Ausreifung bis zu einem Jahr oder länger am Strauch, wobei sich ihre Färbung ins Schwarze ändern kann. Die Samen sind kugelförmig.

## Vorkommen
Die Heimat von Ardisia crenata liegt im südwestlichen Indien, Myanmar, Malaysia, auf den Philippinen, Japan, Taiwan, Vietnam, Korea und China. In China gedeiht sie in Wäldern, auf Hügeln sowie in Tälern in strauchigen Gebieten und dunklen feuchten Standorten in Höhenlagen zwischen 100 und 2400 Meter in den Provinzen Anhui, Fujian, Guangdong, Guangxi, Hainan, Hubei, Hunan, Jiangsu, Jiangxi, südwestlichen Xizang, Yunnan sowie Zhejiang. Sie ist in vielen Teilen der Tropen und Subtropen verwildert.
Sie gedeiht auf sauren Böden.

## Systematik
Die gültige Erstbeschreibung von Ardisia crenata erfolgte 1817 durch John Sims in Botanical Magazine, 45, Tafel 1950. Es gibt auch das Homonym Ardisia crenata Roxb. in Flora Indica; or descriptions of Indian Plants, 2, 1824, S. 276. Synonyme für Ardisia crenata Sims sind: Ardisia bicolor E.Walker, Ardisia crenata fo. hortensis (Migo) W.Z.Fang & K.Yao, Ardisia crenata fo. taguetii (Nakai) Ohwi, Ardisia crenata subsp. crassinervosa (E.Walker) C.M.Hu & J.E.Vidal, Ardisia crenata subsp. mouretii (Pit.) C.M.Hu & J.E.Vidal, Ardisia crenata var. bicolor (E.Walker) C.Y.Wu & C.Chen, Ardisia crispa var. taquetii H.Lév., Ardisia konishii Hayata, Ardisia kusukusensis Hayata, Ardisia labordei H.Lév., Ardisia lentiginosa Ker Gawl., Ardisia lentiginosa var. ractangularis Hatus., Ardisia linangensis C.M.Hu, Ardisia miaoliensis S.Y.Lu, Ardisia mouretii Pit., Bladhia crenata (Sims) H.Hara, Bladhia crenata var. taquetii H.Hara, Bladhia crispa var. taquetii (H.Lév.) Nakai, Bladhia lentiginosa (Ker Gawl.) Nakai, Bladhia lentiginosa fo. hortensis Migo, Bladhia lentiginosa var. lanceolata Masam.
Ardisia crenata gehört zur Untergattung Crispardisia in der Gattung Ardisia. Zur gleichen Untergattung gehört auch Ardisia crispa (Thunb.) A.DC., mit der Ardisia crenata leicht und oft verwechselt wird.

## Nutzung
Ardisia crenata wird in den Tropen und Subtropen als Zierpflanze in Parks und Gärten verwendet. Sie eignet sich auch als Zimmerpflanze und ist eine der wenigen Pflanzenarten, die auf Grund ihrer dekorativen Früchte dafür ausgewählt wurden. Bei der Kultur ist zu beachten, dass sie ein saures Substrat benötigt. Sie wird über Stecklinge vermehrt. Es gibt einige Ausleseformen.
Ardisia crenata wird im Bencao gangmu erwähnt, wo sie als Medizin gegen Halsbeschwerden beschrieben wird.
Die medizinischen Wirkungen wurden untersucht.

## Inhaltsstoffe
Ardisia crenata ist leicht giftig. Sie enthält Ardisicrenoside genannte Saponine und das Aglykon Ardisicrenogenin.

## Weiterführende Literatur
- Hong-Ping Mu, Lan Hong, Hong-Lin Cao, Zheng-Feng Wang, Zhong-Chao Li, Hao Shen, Zhang-Ming Wang, Wan-Hui Ye: Genetic variation of Ardisia crenata in south China revealed by nuclear microsatellite. In: Journal of Systematics and Evolution. Volume 48, Issue 4, 2010, S. 279–285. doi:10.1111/j.1759-6831.2010.00081.x
- Yuan Ma, Shangrao Pu, Qingsu Cheng, Mingdong Ma: Isolation and characterization of ardicrenin from Ardisia crenata Sims. In: Plant, Soil and Environment. Volume 55, No. 7, 2009, S. 305–310.